# Three Suitors and a Dog
Three Suitors and a Dog è un cortometraggio muto del 1913 diretto da Pat Hartigan. Il film fu interpretato da Ruth Roland e da Marshall Neilan: i due fecero coppia fissa in numerosi film girati per la Kalem.

## Produzione
Il film, prodotto dalla Kalem Company, fu girato a Santa Monica.

## Distribuzione
Distribuito dalla General Film Company, il film - un cortometraggio di 150 metri - uscì nelle sale cinematografiche statunitensi il 7 febbraio 1913.
Nelle proiezioni, veniva programmato con il sistema dello split reel, accorpato in un'unica bobina con un altro cortometraggio prodotto dalla Kalem, la commedia The Matrimonial Venture of the 'Bar X' Hands.